# Fridhemsberg
Fridhemsberg is een plaats in de gemeente Falkenberg in het landschap Halland en de provincie Hallands län in Zweden. De plaats heeft 80 inwoners (2000) en een oppervlakte van 23 hectare.